# 原田眞人
原田 眞人（はらだ まさと、1949年7月3日 - ）は、日本の映画評論家、映画監督、脚本家。
静岡県沼津市出身。スカイホーク所属（業務提携：つばさプロジェクト）。BS朝日番組審議会委員。

## 人物・来歴
静岡県立沼津東高等学校卒業、東京写真専門学校（現：専門学校東京ビジュアルアーツ）、ペパーダイン大学中退。1972年、ロンドンに語学留学。
幼少期より年間100本観るほど映画を愛好し、自身も大勢の観客を沸かせたり感動させたりしたいと考え映画監督を志すようになる。『ラストショー』の評論を『キネマ旬報』に載せたことをきっかけに映画評論家となり、『キネマ旬報』や『宝島』にアメリカ発の映画情報を寄稿。著書も出している。
ロサンゼルスにて6年間の映画監督修行を積み、1976年にジャーナリストの福田みずほと結婚。一男一女をもうけ、息子は俳優の原田遊人。
1979年に一時帰国して『さらば映画の友よ インディアンサマー』で監督デビュー。1983年に西ドイツとの合作映画『ウィンディー』をヨーロッパで撮影した後、1984年に帰国。以後、監督業のみならず、脚本執筆や俳優業など映画関係で多方面に活動。テレビ映画やオリジナルビデオも手がけ、中でも1991年から1992年にかけて監督した木村一八主演の『タフ』シリーズは三池崇史監督らが評価している。
1980年上映の『スター・ウォーズ 帝国の逆襲』、1982年上映の『スター・ウォーズ』の日本語版吹替版の翻訳監修と演出を担当。1988年の映画『フルメタル・ジャケット』において、完璧主義者といわれるスタンリー・キューブリック監督が、猥褻な表現が直訳されていないため初稿の戸田奈津子の日本語字幕にNGを出し、配給のワーナーからの要請で原田に白羽の矢が立ち、字幕翻訳家としてもデビューした。その後原田は兵隊スラングが飛び交う映画『グッドモーニング・ベトナム』でも字幕を担当した他、キューブリックの代表作『時計じかけのオレンジ』ビデオ用字幕の新訳も手がける。
2003年、映画『ラスト サムライ』で俳優としてハリウッドデビュー。
2007年から日本大学国際関係学部教授として後進の育成にあたっている。

## 逸話
- 野球はロサンゼルス・ドジャース、映画はハワード・ホークス監督作品をこよなく愛する[1]。アイザック・アシモフやロバート・A・ハインラインなどのSF小説も愛読していた[1]。後にホークスとはサン・セバスティアン国際映画祭で出会い、以後親交を持っている[1]。映画『ガンヘッド』では、登場人物や設定にドジャースに由来する名称をつけたり[6]、ヒロインにホークスが監督した映画『脱出』に出演したローレン・バコールのイメージを投影するなどしている[1]。
- 息子の原田遊人によれば、原田は俳優に会わずに出演を依頼することはないといい、対面も形式的な面接やオーディションではなく食事に行くことが多いという[3]。また、原田は役者を信じているといい、役作りができていればそれに基づいた発想ができるはずとして、OKになったシーンでも別パターンを要望するという[3]。『ガンヘッド』の主演を務めた髙嶋政宏は、原田は自身の頭の中でビジョンやプランができており、俳優もベテランでも素人でもイメージができているかどうかを重視していたと証言している[7]。『ガンヘッド』などに出演したミッキー・カーチスは、原田はいつも割と自由にやらせてくれたと述懐している[8]。
- 2002年に出演した『ラスト サムライ』の撮影初日にトム・クルーズに自らの監督作品のビデオを数本渡したという。その中の1本『KAMIKAZE TAXI』と数年後に観たトム・クルーズ主演の『コラテラル』の設定・台詞が酷似していた事に憤りと絶望感に苛まれたという。原田は自らのブログで「訴訟も考えている」と書いたが、その後、訴状の類いをクルーズ及び製作のドリームワークスに送ったなどの報道はない。
- 2002年公開の『突入せよ! あさま山荘事件』の撮影現場で、スタッフの一人を自分のブログで批判。これで原田は批判の矢面に立たされる。
- 1990年代にアメリカで『ガンヘッド』のVHSが発売になっているが、アメリカ人のテイストに合わないと大幅に再編集された。英語のセリフもすべて吹き替えられた[1]。これに憤慨した原田は監督のクレジットから名前を削除し、DGA（全米映画TV監督組合）が定める偽名クレジット「アラン・スミシー」監督作品とした。なお、原田は日本映画監督協会員だが、DGAとはまったく関係ない。2004年にアメリカのADV FilmsからDVDが発売。一方で、海外から原田に会いに来るプロデューサーやエージェントは『ガンヘッド』を観て希望した者が多いという[1]。
- サム・ペキンパーを敬愛する映画監督の一人にあげて「ペキンパーは親日家だった」と切り出した原田は、「友人の日本人女性がペキンパー監督の通訳をやっていて、ものすごく気に入られていた。彼女は小柄だったけど、ウイットに富んでいて、ペキンパーは彼女のことをマイ・リトル・ニンジャガールと呼んで親しんでいました。ただ彼女は若くして亡くなってしまった。日本に来た時にそれを知らされたペキンパーは、大酒を飲んで荒れていたということを後に聞きましたね」と述懐。さらに「彼はもともとはシャイな人なんです。しかし監督として成功するために、シャイな自分を押さえつけて、現場でもマッチョを気取るんですよね」と指摘した[9]。
- インターネット上での評論が活性化した近年の風潮を「悪貨」として否定し、ネットに拠らない「本物の映画ファン」の意見こそが重要だと話している。

## 受賞歴
- 第40回ブルーリボン賞 - 監督賞『バウンス ko GALS』
- 第32回日本アカデミー賞（『クライマーズ・ハイ』）[10]
  - 優秀監督賞
  - 優秀脚本賞
- 第36回日本アカデミー賞（『わが母の記』）[11]
  - 優秀監督賞
  - 優秀脚本賞
- 第28回日刊スポーツ映画大賞・石原裕次郎賞（2015年） - 監督賞『日本のいちばん長い日』『駆込み女と駆出し男』[12]
- 第39回日本アカデミー賞（『日本のいちばん長い日』）[注 1]
  - 優秀監督賞
  - 優秀脚本賞
- 第70回毎日映画コンクール - 脚本賞『駆込み女と駆出し男』[14]

## 監督作品

### 映画（監督作品）
- さらば映画の友よ インディアンサマー（1979年） - 監督・脚本[2]
- ウインディー（1984年） - 監督・共同脚本[2]
- 盗写 1/250秒 OUT OF FOCUS（1985年） - 監督・共同脚本 - テレビ映画[2]。2016年に大根仁が『SCOOP!』としてリメイク。
- PARIS-DAKAR 15000 栄光への挑戦（1986年） - 監督・脚本[2]
- おニャン子ザ・ムービー 危機イッパツ!（1986年）  - 監督・脚本[2]
- さらば愛しき人よ（1987年） - 監督・共同脚本[2]
- ガンヘッド（1989年） - 監督・共同脚本[2]
- ペインテッド・デザート（1994年） - 監督・共同脚本
- KAMIKAZE TAXI（1995年） - 監督・脚本[注 2]
- トラブルシューター（1995年） - 監督・脚本
- 栄光と狂気（1996年） - 監督・共同脚本
- バウンス ko GALS（1997年） - 監督・脚本
- 金融腐蝕列島〔呪縛〕（1999年）
- 狗神 INUGAMI（2001年） - 監督・脚本
- 突入せよ! あさま山荘事件（2002年） - 監督・脚本
- 伝染歌（2007年） - 監督・脚本
- 魍魎の匣（2007年） - 監督・脚本
- クライマーズ・ハイ（2008年） - 監督・共同脚本
- わが母の記（2012年） - 監督・脚本
- RETURN ハードバージョン（2013年） - 監督・脚本・原作
- 駆込み女と駆出し男（2015年） - 監督・脚本
- 日本のいちばん長い日（2015年） - 監督・脚本
- 関ヶ原（2017年） - 監督・脚本[16]
- 検察側の罪人（2018年） - 監督・脚本
- 燃えよ剣（2021年） - 監督・脚本[17]
- ヘルドッグス（2022年） - 監督・脚本[18]
- BAD LANDS バッド・ランズ（2023年）- 監督・脚本・プロデュース

### テレビドラマ
- 自由戀愛（2005年、WOWOW「ドラマW」） - 監督・脚本 ※同年劇場公開
- 初秋（2011年、中部日本放送） - 監督・脚本 ※映画『わが母の記』との連動作品

### 配信ドラマ
- RETURN（2013年、UULA） - 監督・脚本 ※同年劇場公開

### Vシネマ
- タフ PART 1 誕生篇（1990年、ジーダス） - 監督・脚本
- タフ PART 3 ビジネス殺戮篇（1991年、ジーダス） - 監督・脚本
- タフ PART 4 血の収穫篇（1991年、ジーダス） - 監督・脚本

### PV
- 長渕剛「HUNGRY」（1985年）
- スキマスイッチ「スカーレット」（2013年）

## 脚本作品

### 映画（脚本作品）
- ビートキッズ（2005年）

### 劇場アニメ
- タッチ 背番号のないエース（1986年） - 共同脚本 ※原田遊人名義

## 出演作品

### 映画（出演作品）
- ラスト サムライ（2003年、アメリカ・ニュージーランド・日本合作） - 大村 役[19]
- SPIRIT（2006年、香港・アメリカ合作） - ミスター三田 役

## 著作
- 『ハリウッドインタVュー 俳優篇』（ヘラルド出版、1978年）
- 『ハリウッド映画特急 L.A.express』（早川書房、1986年）
- 『砂塵のレーサーたち パリ・ダカール最前線』（早川書房、1986年）
- 『原田眞人の監督術』（雷鳥社、2007年） - 原田の監督経験を映画制作の時系列に沿って書いている。
- 『黒沢明語る』聞き手（福武書店、1991年） - 後年に文庫化されている。

### 小説
- 『バウンス』同朋舎（1997年）
- 『ブルーザーのキス』（ランダムハウス講談社、2008年） - ハードボイルド小説。
- 『ガンヘッド正伝 蘇る機神』原案 会川昇著（角川文庫、1989年）
- 『妖怪変化 京極堂トリビュート』あさのあつこ、西尾維新、牧野修、柳家喬太郎、フジワラヨウコウ、松苗あけみ、諸星大二郎共著（講談社、2007年） - 原田をふくむ数名の作家の作品を収録。
- 『リターン』原案 山本俊輔小説 リンダパブリッシャーズ企画・編集（泰文堂、2013年）

### 翻訳
- エレノア・コッポラ『ノーツ コッポラと私の黙示録』原田みずほ共訳（ヘラルド出版、1980年）
  - 『ノーツ コッポラの黙示録』（マガジンハウス、1992年）
- マックス・イヴァンス『ケーブル・ホーグの男たち 遥かなるサム・ペキンパー』（めるくまーる、1991年）

### 雑誌連載
- 原田真人のロサンジェルス超特急（M.Harada's L.A.EXPRESS） - 雑誌「ポパイ」連載のコラム（平凡出版、1976 - 1984年）

## その他
- 時計じかけのオレンジ A Clockwork Orange（1971年）- ソフト版字幕翻訳
- フルメタル・ジャケット Full Metal Jacket（1987年）- 字幕翻訳/吹替版翻訳・演出
- グッドモーニング, ベトナム Good Morning, Vietnam（1987年）- 字幕翻訳